# Wolkrabben
De wolkrabben (Dromiidae), ook soms sponskrabben genaamd, is een familie uit de infraorde krabben (Brachyura). 

## Verspreiding en leefgebied
Slechts één vertegenwoordiger uit deze familie, de wolkrab (Dromia personata) wordt zeer zelden voor de Belgische kust opgevist, en is in Nederlandse wateren inmiddels ook aangetroffen.

## Systematiek
De Dromiidae omvatten volgende drie onderfamilies:
- Dromiinae  De Haan, 1833
- Hypoconchinae  Guinot & Tavares, 2003
- Sphaerodromiinae  Guinot & Tavares, 2003